# Boursorama
Boursorama er et fransk firma, hvis aktiviteter hovedsageligt er delt mellem informationsportalen Boursorama.com og netbanken Boursorama Banque. Société Générale ejer hele Boursoramas aktiekapital..
Siden oprettelsen har Boursorama.com-siden været den førende franske plantform inden for online aktiemarkedsinformation.
Efter flere overtagelser og fusioner, især med Fimatex i 2002, har Boursorama også diversificeret sig til mæglervirksomhed og netbank, hvilket resulterer i oprettelsen af den nuværende Boursorama Banque.